# هيميل هيمبستيد تاون
نادي هيميل هيمبستيد تاون لكرة القدم (بالإنجليزية: Hemel Hempstead Town Football Club)‏ هو نادي كرة قدم شبه محترف مقره في هيميل هيمبستيد، هارتفوردشير، بإنجلترا. ينتمون إلى اتحاد مقاطعة هارتفوردشير لكرة القدم، ويلعبون في رود فوكسهول.

## الطاقم الفني
آخر تحديث 20 سبتمبر 2021.
| الطاقم                | الطاقم        |
| --------------------- | ------------- |
| المدير الفني          | مارك جونز     |
| مساعد المدير          | دانيال جونز   |
| مدرب حراس المرمى      | ديميتري خارين |
| أخصائي العلاج الطبيعي | ناتالي بيجوت  |